# Icehouse (album)
Icehouse is het debuutalbum van de Australische muziekgroep Icehouse.

## Inleiding
Het album werd opgenomen in januari 1980 in Studio 301 en Paradise Studio in Sydney. De groepsnaam Icehouse bestond toen nog niet; de band ging door het leven onder de naam Flowers. De band bracht het album in eerste instantie alleen in Australië en Nieuw-Zeeland uit. Daar kreeg men de smaak te pakken met singles als Can't help myself en anderen. Toen dat de rest van de wereld bereikte kon Icehouse een platencontract afsluiten bij Chrysalis Records. Het enige probleem daarbij was dat de naam The Flowers in Europa al in gebruik was bij een Schotse band en dus moest er een nieuwe groepsnaam komen: Icehouse. Chrysalis bracht het in de zomer van 1981 in Europa en de Verenigde Staten uit. Deze versie wijkt af van de Australische persing, want de zangpartijen werden grotendeels opnieuw ingezongen, de nummers werden opnieuw gemixt, in een andere volgorde gezet en ook de platenhoes onderging een wijziging. In die nieuwe voorplaat zijn de contouren van Australië in een ijsschots te herkennen.
Het album scoorde goed in Australië en Nieuw-Zeeland, waarbij het Australië een vierde plaats in de albumlijsten haalde. In beide landen haalde het 4x platina, hetgeen staat voor 300.000 verkochte exemplaren. Ook in de Verenigde Staten was er enig succes, maar alleen in de specifieke albumlijst Pop Albums. In Nederland en België haalde het geen noteringen; de release verliep geruisloos. Toch wist Can't help myself in de hitparades door te dringen.  

## Musici

### Icehouse
- Iva Davies – zang, gitaar, hobo, toetsinstrumenten
- Michael Hoste –  toetsinstrumenten, piano op Sons
- John Lloyd – drumstel, achtergrondzang
- Anthony Smith – toetsinstrumenten, achtergrondzang
- Keith Welsh – basgitaar

Hoste verliet Icehouse tijdens het opnametraject en werd vervangen door Smith.

### Gasten
- Ian Moss – gitaar op Skin
- Geoff Oakes – saxofoon op Sons
- James Sk Wan – bamboefluit

## Muziek
| Nr. | Titel                         | Duur |
| --- | ----------------------------- | ---- |
| 1.  | Icehouse (Davies)             | 4:22 |
| 2.  | We can get together (Davies)  | 3:46 |
| 3.  | Fatman (Davies)               | 3:53 |
| 4.  | Sister (Davies, Hoste)        | 3:22 |
| 5.  | Walls (Davies)                | 4:22 |
| 6.  | Can't help myself (Davies)    | 4:41 |
| 7.  | Skin (Davies, Hoste)          | 2:41 |
| 8.  | Sons (Davies)                 | 4:32 |
| 9.  | Boulevarde (Davies, Hoste)    | 3:14 |
| 10. | Nothing to do (Davies, Hoste) | 3:22 |
| 11. | Not my kind (Davies)          | 3:35 |

| Nr. | Titel                        | Duur |
| --- | ---------------------------- | ---- |
| 1.  | Icehouse (Davies)            | 4:13 |
| 2.  | Can't help myself (Davies)   | 3:52 |
| 3.  | Sister (Davies, Hoste)       | 3:28 |
| 4.  | Walls (Davies)               | 4:02 |
| 5.  | Sons (Davies)                | 4:35 |
| 6.  | We can get together (Davies) | 3:41 |
| 7.  | Boulevarde (Davies, Hoste)   | 3:17 |
| 8.  | Fatman (Davies)              | 3:52 |
| 9.  | Skin (Davies, Hoste)         | 2:47 |
| 10. | Not my kind (Davies)         | 3:36 |

Nothing to do verscheen niet op deze persing.
Er volgden in de loop der jaren heruitgaven waarbij enkele bonustracks werden toegevoegd.